# George Edson Philip Smith
George Edson Philip Smith auch in den Schreibvarianten George E. P. Smith, G. E. P. Smith (* 29. Dezember 1873 in Lyndonville, Vermont; † 12. März 1975 in Tucson, Arizona) war ein US-amerikanischer Bauingenieur sowie Hochschullehrer.

## Leben

### Familie und Ausbildung
George Edson Philip Smith, Sohn des Franklin Horatio Smith sowie dessen Ehegattin Harriet Lovisa geborene Powers, wuchs nach dem frühen Tod seiner Eltern seit 1888 bei seinen Großeltern auf. Nach dem Besuch der öffentlichen Schulen wandte Smith sich 1893 dem Studium des Bauingenieurwesens an der University of Vermont zu, 1897 erwarb er dort seinen  BS-Abschluss. 1927 wurde ihm der Grad eines Doctor of Engineering verliehen.
George Edson Philip Smith heiratete am 1. Oktober 1904 die Lehrerin Maude Mary geborene North (1874–1964). Aus dieser Ehe entstammte der Sohn George Edson Philip Smith Jr. (1905–2003). Smith verstarb im März 1975 101-jährig in Tucson.

### Beruflicher Werdegang
Nach dreijähriger Lehrtätigkeit an der University of Vermont wechselte Smith 1900 an die University of Arizona nach Tucson, dort übernahm er die Professur für Engineering. Smith, der Lehrveranstaltungen über Tiefbau, Bergbau, Vermessungswesen, Mathematik, Physik und Astronomie abhielt, wurde 1906 die Professur für Irrigation Engineering (Bewässerungstechnik) übertragen, gleichzeitig wurde er zum Leiter des Agricultural Engineering Departments bestellt. 1955 wurde der zum Professor Emeritus für Agricultural Engineering ernannte George Edson Philip Smith in den Ruhestand versetzt. Smith nahm darüber hinaus in den Jahren 1916 bis 1920 eine Beratertätigkeit für die Continental Rubber Company wahr.
George Edson Philip Smith, dessen Forschungen im Besonderen die Bereiche landwirtschaftliche Bewässerung, Bewässerungsmethoden, Wasserressourcen sowie Grundwasser und deren Nutzung umspannten, galt als einer der führenden Wasserrechtsexperten Arizonas seiner Zeit. Smith war Mitglied der American Society of Agricultural Engineers, der American Association of Engineers, American Geophysical Union sowie der American Society of Civil Engineers, zu deren Fellow er 1959 gewählt wurde. Er wurde als erster Wissenschaftler mit dem John C. Park Outstanding Civil Engineer Award der Arizona Society of Civil Engineers ausgezeichnet.

## Schriften (Auswahl)
- Groundwater supply and irrigation in the Rillito Valley, in: Bulletin (University of Arizona. Agricultural Experiment Station), no. 64., University of Arizona, Agricultural Experiment Station, Tucson, Arizona, 1910
- The utilization of groundwaters by pumping for irrigation, 1915
- Water storage and the water code, University of Arizona, College of Agriculture, Tucson, Arizona, 1918
- The Colorado River and Arizona's interest in its development, University of Arizona, College of Agriculture, Agricultural Experiment Station, Tucson, Arizona, 1922
- zusammen mit  A F Kinnison, A G Carns: Irrigation investigations in young grapefruit orchards on the Yuma mesa, University of Arizona, Tucson, Arizona, 1931
- The physiography of Arizona valleys and the occurrence of groundwater, in: Technical bulletin (University of Arizona. Agricultural Experiment Station), no. 77., University of Arizona, Tucson, Arizona, 1938
- Creosoted tamarisk fence posts and adaptability of tamarisk as a fine cabinet wood, in: Technical bulletin (University of Arizona. Agricultural Experiment Station), no. 92., University of Arizona, Tucson, Arizona, 1941